# Ragnar Lodbrok
Ragnar Lodbrok ili Lothbrok je bio legendarni vikinški heroj i kralj Danske i Švedske, prema starim nordijskim poezijama i sagama. Prema ovim mitovima Ragnar se proslavio svojim napadima na Anglosaksonsku Englesku i Franačku tokom 9. veka. 
Prema ovim izvorima Ragnar je bio sin švedskog kralja Sigurda i rođak danskog kralja Gudfreda. Ženio se tri puta, za vikinšku ratnicu Lagerthu, plemkinju Toru Borgahjortr i norvešku kraljicu Aslaug. Imao je šest sinova: Ivara Bez Kostiju, Bjorna Gvozdenog, Halfdana Ragnarsona, Hvitserka, Sigurda Sa Zmijom U Oku i Uba. Zarobio ga je i ubio Kralj Aela od Nortambrije, nakon čega su ga osvetili sinovi sa svojom Velikom Paganskom Vojskom, takođe poznatom i kao Velika Danska Vojska.
O Ragnaru postoje brojne sage i skalde kao što su: Saga o Ragnarovim sinovima, Saga o Ragnaru Lodbroku, Ragnarsdrapa, Krakumal (skalda o Ragnarovoj smrti).

## U literaturi i modernoj kulturi
Ragnar Lodbrok je sastavni deo sledećih radova:
- Roman Morski Kraljevi u Engleskoj iz 1830.godine, Edvina Aderstona.
- Roman Viking iz 1951.godine, Edisona Maršala.
- Strip Ragnar le Viking iz 1955.godine, koji se pojavljivao u francuskom Vaillant časopisu do 1969.godine.
- Istorijski roman Mač Ganelona iz 1957.godine, Ričarda Parkera.
- Film iz 1958.godine, Vikinzi, temeljen na Maršalovom romanu.
- Roman žanra alternativna istorija, Čekić i Krst, autora Harija Harisona, napisan 1993.godine.
- TV serija Vikinzi, snimana od 2013. do 2020.godine.
- Video igrica Assasin's Creed Valhalla, izdata 2020.godine.

## Literatura
- Saxo Grammaticus (1980) [1979].  Davidson, Hilda Roderick Ellis, ур. Gesta Danorum [Saxo Grammaticus: The history of the Danes: books I–IX]. 1 & 2. Translated by Peter Fisher. Cambridge: D. S. Brewer. Chapter introduction commentaries. ISBN 978-0-85991-502-1.
- Holman, Katherine (2003). Historical dictionary of the Vikings. Lanham, Maryland: Scarecrow Press. ISBN 978-0-8108-4859-7.
- McTurk, Rory (1991). Studies in Ragnars saga loðbrókar and Its Major Scandinavian Analogues. Medium Aevum Monographs. 15. Oxford. ISBN 0-907570-08-9.
- Strerath-Bolz, Ulrike (1993). „Review of Rory McTurk, Studies in "Ragnars saga loðbrókar" and Its Major Scandinavian Analogues” (PDF). Alvíssmál. 2: 118—19., . .
- Forte, Angelo, Richard Oram, and Frederik Pedersen (2005). Viking Empires. Cambridge University Press. ISBN 0-521-82992-5..
- Schlauch, Margaret (transl.) (1964). The Saga of the Volsungs: the Saga of Ragnar Lodbrok Together with the Lay of Kraka. New York: American Scandinavian Foundation..
- Sprague, Martina (2007). Norse Warfare: the Unconventional Battle Strategies of the Ancient Vikings. New York: Hippocrene Books. ISBN 0-7818-1176-7.
- Waggoner, Ben (2009). The Sagas of Ragnar Lodbrok. The Troth. ISBN 978-0-578-02138-6.